# メタルマックス ファイアーワークス
『メタルマックス ファイアーワークス』（METAL MAX FIREWORKS）は、KADOKAWAより2015年10月8日から2016年8月31日まで配信されていたスマートフォン（iOS/Android用）、およびタブレット（iOS/Android用）向けソーシャルRPGアプリ。メタルマックスを冠する作品としては初のオンラインゲーム。通称MMFW。基本プレイは無料であったが、アイテム課金による一部のアイテムの販売もあった。2016年8月31日をもって、全てのサービスが終了された。

## 概要
従来のメタルマックスシリーズの作品では、一人のモンスターハンターが旅に出るというRPGであったが、今作ではプレイヤーは『ドゥームストーン』と呼ばれる町を拠点にモンスター退治や探索を行って戦車を改造することを目的としたソーシャルゲームとなっている。売り文句は「超改造戦車RPG」。他のメタルマックスシリーズとはかなり違い、そのシステム上RPGと呼ぶには若干語弊がある。またアプリの処理が非常に重く、バッテリーを急速に消耗したり、処理落ちによりフリーズしたり、スマホ本体が過剰な発熱に襲われる事も多かった。

## システム
本作ではメタルマックスシリーズで特徴的な通例である「改造」、「動物の仲間」、「弾数制限」、「破損や大破の概念」、「Dr.ミンチと蘇生」、「乗降システムとそれによる白兵戦」、「インテリア」、「転送装置とドッグシステム」、「自販機」の要素が排除されている。Dr.ミンチも修理屋も改造屋もおらず、戦車が破壊され搭乗者が死亡してもクエストを終了後、自動的に元通りになる。また自宅はなく戦車があるガレージはあるが主人公と呼べる存在はおらず、設定した名前は都合上NPCに呼ばれる程度に留まる。

### クラス
プレイヤー自体のレベルのようなもので、「名声」が一定値を超えると昇格する。名声はクエストをクリアするか賞金首を倒す事で獲得でき、ある程度クラスがアップしないと解放されない施設や機能がある。
クラスがアップすると自動的に燃料が100％補充され、燃料の上限値とフレンド登録上限もアップする。また、クラスに応じた通り名が与えられる。

## 戦闘
本作では戦闘用コマンド（戦う、防御、スキル使用、武器選択など）が排除されており、「攻撃コマンド」を実行して敵味方どちらも穴1から順に一斉射撃を行い、1ターン中に全ての武器で双方総攻撃を全自動で行う。
それ以外にプレイヤーが操作できるのは、「道具の使用」、「切り札の使用」に限られる。逃走などはできない。
道具と切り札の使用はそれぞれ1ターンに一つのみ、攻撃コマンドを実行する前だけに限られる。切り札は同じものを取得すると合成されレベルが上がり、効果が上昇する。切り札は攻撃のような瞬間的に効果が出るものと継続して効果が得られるものの二つがある。継続して効果が得られるものは、一度使えばその戦闘中は効果が永続する。
2016年3月30日のVer.1.1.3のアップデート後、切り札の仕様が変更。いつでも何枚でも使えるように変更されたが、その代わりに継続して効果が得られるものの持続効果時間が2ターンに短縮された。
搭乗者には「特技」と呼ばれるスキルが「特技スロット」に最大三つまで設定されており、選択式ではなく各スキルに設定された発動確率に基づいて自動で発動する。スキルの付与・内容については後述の『搭乗者（キャラクター）』の項目を参照。
特技はレベル1(5％)からレベルMAX(35%)の確率でランダムに発動するが、戦闘中の味方の死亡判定が行われておらず完全にランダムなため、すでに死んでしまった仲間に無意味な回復スキルを使ったり、死んだ者を放置してまだ死んでない仲間に蘇生スキルを使ったりする事も多い。被弾した仲間を優先して回復するとも限らず、無傷の仲間に回復スキルを使うこともある。
「破損や大破の概念」、「Dr.ミンチ」、「乗降システム（白兵戦）」が廃止されている為、クルマのSPが尽きると即座に戦車が消滅し搭乗者ごと死亡してしまう。
2016年2月25日のアップデートから「相手の攻撃を被弾する前に撃ち落として無効化する」という「迎撃機能」の仕様が採用され、迎撃機能のついた兵器を装備する事でプレイヤーは約30％の確率で敵の攻撃を無効化できるようになった。ただし無効化できる攻撃は実弾兵器などの一部に限られる。
この迎撃機能はプレイヤー側のみならず、出現するほぼ全ての敵に備わっており、動かない金庫や自然に生えている草花でもバリア状のシールドでガードする。尚、敵側の迎撃確率は約70％前後となっており、一般的な砲撃はほとんど効果がなく、敵に迎撃されにくい兵器でないとまず命中しないようになっている。
この仕様の為、アップデート後は迎撃されにくい種類の特定の兵器でしか効果がなく、また「迎撃されにくい」だけで必ず迎撃を回避できるわけでもない為、レア度の高い上位モデルの兵器であっても実際の戦闘時に有用性を発揮できるとは限らない。

## クエスト
本作では「燃料」を消費し「クエスト」と呼ばれるマップを探索する。燃料は一定時間で回復し、燃料が足りないと探索はできない。燃料はプラチナコイン10枚と引き換えに即全回復する事もできる。
マップはすごろくのようなマス目式になっていて、上に乗ったマス目により敵と遭遇したりアイテムや切り札を手に入れたりする。
尚、マス目の効果はその探索回で一度のみであり、マップを出ない限りは再度同じマスに乗っても何も起きない。
ストーリークエスト
エリア1～11まであり、各エリアごとに5つのクエストがある。ただし特に物語が展開されているわけではなく、単体の依頼をこなす形になっている。クリアするとマップが探索クエストに追加される。未完結のままサービスは終了した。
探索クエスト
ストーリーをクリアすると追加され、同じマップを探索できる。ただしストーリーの時とは違い、イベントは起きず、ボスも違うものになる。
WANTEDクエスト
日替わり（デイリー）、週替わり（ウィークリー）、月替わり（マンスリー）の賞金首と戦う事ができる。
イベントクエスト
期間限定のイベントに参加する事ができる。燃料を非常に多く消費する。多くの場合、数マス程度と非常に狭い。
ゲリライベントクエスト
金属探知機でレア度の高い強化パーツが手に入る可能性が高いクエスト。高難易度ほどレア度の高いパーツが出やすい。一日3回、各一時間だけ解放される。

## 拠点
『ドゥームストーン』と呼ばれる町。ここからクエストに出発したり、クルマのセッティングや強化をしたりする。
ガレージ
メイン画面。選択中のチームのクルマ3台が並び、左上にある歯車アイコンからお知らせや報酬を受け取る事ができる。
チーム
クエストに行くチームを作る項目。人間とクルマを組み合わせて3セットまで作れる。レンタルタンクを借りたりもできる。
クルマ
クルマのパーツを装備・合成・売却ができる項目。主にクルマの強化やセッティングを行う。
キャラ
搭乗者の特技付加・特技レベルUP・強化合成できる項目。
なんでも倉庫
クルマパーツ、搭乗者、アイテム、切り札など全て確認できる項目。売却もできる。
ガチャ
ガチャを引く事ができる項目。詳しくは次の項目を参照。
タウン
ガレージ以外のドゥームストーン内施設へ移動する。詳しくは次の項目を参照。
出撃
クエストを選択して出発する。クエストは常設の「ストーリー」「探索」「WANTED」に加え、期間限定の「イベント」が存在する。

### タウン
改造
クルマの名前の変更、カラーリングの変更、レアメタルの抽出、超改造ができる。
ショップ
Gでアイテムを買う事ができる項目。尚、武装などは売っていない。
施設
倉庫の拡張、消費燃料の低下、特技の発動率アップ、クルマの性能アップ、経験値やGの取得割合アップなどができる。「てつクズ」、「ハイテクスクラップ」、「木材」とGを大量に消費することで各施設のレベルを上げる事ができる。
コイン
課金アイテムのプラチナコインを購入する項目。購入は10枚単位で100円相当。まとめて買うと割引される。

### 合成
本作ではクルマに穴を開けたり、兵装を増設したり、用途に合わせて性能を調整したりといったシリーズ伝統の「改造」はできない。
代わりにパーツごとに設定された「合成レベル」を強化することで、パーツのパラメーターが一定値数値上昇するようになっており、強化しても重量は上昇しない。
シャシーは最初から空いている穴のみで、新たにあけることはできない。パーツを強化しても上位互換パーツに変化しない（例：ビートルを強化してもビートルターボにはならず、ビートルの合成レベルが上がるだけ）。
また、合成用の素材パーツは一日朝昼晩に各1時間限定で解放されるゲリラクエストと呼ばれるクエストで、消耗品となる金属探知機を使わない限り基本的には手に入らない。

### ガチャ
タキオンテレポーターのような装置で、異次元からパーツやキャラクターが飛び出してくる演出となっている。
ガチャには主に三種類あり、「ゴールドガチャ」、「プラチナ異次元ガチャ」、「高級異次元ガチャ」がある。
また、期間限定で「スーパー異次元ガチャ」、「ブラック異次元ガチャ」が開放されることがあった。
ゴールドガチャ
1000G（ゲーム内通貨）で一回引く事ができる。確率はノーマルが80％、ぷちレアが18％、レアが2％。
プラチナ異次元ガチャ
課金の「プラチナコイン」を30枚かプラチナチケット1枚で一回引ける。確率はぷちレアとレアが80％、超レアが18％、神レアが2％。
高級異次元ガチャ
プラチナコイン80枚かスペシャルチケット1枚で一回引ける。確率はレアが80％、超レアが18％、神レアが2％。搭乗者キャラクターは当たらない。
スーパー異次元ガチャ
期間限定で解放され、搭乗者キャラクターのみが当たる。「プラチナコイン」を30枚かプラチナチケット1枚で一回引ける。確率はぷちレアとレアが80％、超レアが18％、神レアが2％。
ブラック異次元ガチャ
2016/4/28から登場、クルマ装備の武器だけが当たる。「プラチナコイン」を60枚かプラチナチケット2枚で一回引ける。確率はぷちレアとレアが80％、超レアが18％、神レアが2％。

### G（ゴールド）
Gは本作の世界における通貨で、主にアイテムの購入、合成をはじめとした各種施設利用時の費用、設備強化などの費用に必要となる。このGは課金でも購入することはできない。
敵を倒したり依頼をクリアする事で報酬として手に入るが、いずれも数百Gしか手に入らない為、稼ぐにはゴールドゲリラで稼ぐか、賞金首を倒すか、期間限定イベントをこなす必要がある。
パーツの売却価格は一律決まっており、ノーマルは100G、ぷちレアは500G、レアが1000G、超レアが5000G、神レアが10000G。なお、いくら強化してあっても売値は変わらない。

### アイテム
アイテムの売却価格は基本的に0Gで、のべぼう系アイテムのみ売値がつく。戦闘中に使えるのはタイルパック、携帯バリア、万能薬のみで、1ターンに1つしか使えない。
タイルパック
クエストの最中、味方1体の減ったSPを少し回復できるアイテム。小でSP2000、大で5000回復。
携帯バリア
戦闘中に使用し、味方1体にSP1000分のダメージを吸収する電磁バリアを展開できる防御アイテム。
万能薬
戦闘中に使用し、味方1体の眠り、麻痺、混乱を回復できるアイテム。SPは回復しない。
金属探知機
止まったマスを調べ、たまにアイテムなどを発見できるアイテム。一つ200Gで手に入る。
のべぼう
Gに換金できるアイテム。敵を倒したり、宝箱マスで拾ったり金属探知機を使うことで手に入る。売値は銅150G、銀300G、金600G、プラチナ1200G。
レアメタル
クルマパーツを冶金すると稀に手に入るアイテム。超改造で使うとパーツのレベル上限を更に5レベル上限突破して合成できるようにできる。非売品。

### 切り札
特定のクエストにある切り札マスでランダムで手に入る。非売品。攻撃力増幅、会心率上昇、特技発動率上昇、全体SP回復、衛星レーザー（敵全小ダメージ）、煙幕（回避率上昇）の6種類があり、各種10枚までストックできる。

## プラチナコイン
課金する事で購入できるアイテムで、主にガチャの購入や燃料の全回復、全滅時の復活などに使用される。
1枚あたり10円で、12枚(120円)からの購入でき、まとめて購入すると割引が発生する（最大5.4円/1コイン）。
極稀にログインボーナスやストーリー、イベントのクリア報酬としてプレゼントされる事もある。

## 搭乗者（キャラクター）

### 職業
本作ではゲーム開始直後に名前を入力できるが、本編に直接介入する事はない。探索や戦闘は下記の職業につく既存キャラクターをクルマに乗せて行う。なお、最初から名前と肩書きがあり、変更はできない。
「破損や大破の概念」、「乗降システム」が廃止されている為、クルマが壊れる＝戦闘不能となり、白兵戦は行われない。（一部のキャラクターが保持している白兵戦特技が発動した場合、随時その特技による白兵戦攻撃のみ行われる）
各キャラクターは最低1つ、最高で3つの特技を持ち、レベルアップなどで新たに覚えることはない。特技は3つのスロットがあり、最上段を除く2つのスロットは他のキャラクターから移植する事ができるが、成功確率は25％で移植に使ったキャラクターは消滅する。サポートとして更に他のキャラクターを犠牲にすれば、そのレアリティに応じて成功確率がアップする。
特技のレベルアップも同様で、同じ職業の他のキャラクターを犠牲にする事でレベルをアップできるが、こちらは双方のキャラクターのレベルとレアリティで成功確率が変わる。
尚、本作の戦闘能力はキャラクターの運転レベルに大きく依存しており、この数値が高くない限りはボスクラス、賞金首などと渡り合うことはできない。
ハンター
戦車に乗ってのモンスター狩りを生業とするモンスターハンター。運転がもっとも上手く、戦車用特技を覚えているものが多い。
メカニック
戦車の修理を担当する技術者。運転はハンターに次いで上手い。また、クルマをサポートしたりマシン系に有効な特技が多い。
ソルジャー
生身での戦いを得意とする傭兵。しかし本作では実質白兵戦がない為、ただ運転が下手なだけの職業。白兵戦特技を使えるが、実用レベルには至らない。
ナース
人間を治療する看護師。だが本作は人間が戦車を降りると死亡扱いになる為、一切の回復技能を持っていない。バイオ系に強く行動順が早いのが特徴。
レスラー
素手の白兵戦を得意とする格闘家。ソルジャー同様運転が下手な職業。桁違いの腕力を持ち白兵戦特技を使える。特技の組み合わせ次第では十分実用に耐えうるケースもある。
アーチスト
色々な事ができる芸術家。運転はメカニックと同等に上手く、白兵戦特技や戦車戦特技を覚えているものも多い。しかし能力的にもやはり実用レベルには至らない。
ライダー
バイクを乗りこなす剣士。運転もそれなりに上手く、パラメーターもバランス良く高いが、その反面突出した性能がなく特技の実用性も薄い。本作ではMM4までにはいない、汎用ライダーの3Dモデルが作られた。
舞闘家
武器や気を扱う身軽な格闘家。スピードはレスラーよりあるが腕力が低く威力が出ない。また、運転もあまりうまくない。本作ではMM4までにはいない、汎用舞闘家の3Dモデルが作られた。

### システム面
キャラクターのみではクエストに連れて行くことはできず、必ずエンジンとCユニットを積んだクルマに乗らなければいけない。また一台のクルマに乗れるのは一キャラのみであり、他のシリーズのように複数人で乗って分担作業する事はできない。（例えばキャラが3人でクルマが一台の場合、一人しかクエストには行けない）
クルマに搭乗するキャラクターは全てデフォルト名がついていて変更はできず、キャラクターを手に入れる方法もガチャかイベントクリア特典のみとなっている。
その為、希望する職業なども選べず、他のクルマ装備を含めた抽選となり、クルマ装備と比べキャラの数が少ない為にその確率もかなり低いものとなる。イベントクリア特典のキャラを手に入れるには相当優秀な搭乗キャラが必須になる為、結局有料課金によるガチャで優秀なキャラが当たらない限りクリアはできない。
更にキャラクター名が同じ者を同時に編制する事もできない為、実質かなりの制限が設けられている。
期間限定でキャラクターのみが当たる有料ガチャも解放されていた。尚、「動物の仲間」がシステムから排除された為、「自パーティのクルマ3枠＋レンタルタンク1枠」となっている。
ただしこのレンタルタンクはイベントクエストなどでは借りる事ができない場合が多い。

## クルマ
本作のクルマは、主にDS以降のメタルマックスシリーズで扱われた戦車がそのまま採用されている。
クルマは有料のガチャ、またはゲーム内で取得できる通貨によるガチャ、イベントやクエストの報酬などで手に入れる事が出来る。また、一部のイベントクエストではクルマの種類を限定されるものもあるので、その種類のクルマを運良く手に入れていない場合はイベントに参加することさえできないという問題があった。
クルマパーツは「シャシー」、「Cユニット」、「エンジン」、「武器」の4種類があり、後ろ4つは賞金首やイベントボスなどを撃破した際にレアリティの高いものを落とす事がある。
ただし「シャシー」だけはガチャかクエスト報酬で手に入れるしかない。
武器にはシリーズと共通して「大砲」、「機銃」、「S-E」の3種類があるが、前述の通り「弾数制限の概念」が排除されているので、機銃の利点である弾数無限のメリットは存在せず、逆にS-Eのデメリットであるはずの「高威力だが弾の単価が高く弾数が少ない」という部分がなくなっている。また、大砲のほとんどは「滑空弾・通常弾」だが、これらは上述にある迎撃の対象の為、3分の1の確率でしか命中しない。
また本作オリジナルの概念として『連射力』が存在する。1.00で1連射、2.00で2連射となる。そのため連射力が売りのバースト砲なども他の兵器が合成で連射力が上がると強みがなくなる。逆に機銃は連射力に優れ、銃弾は迎撃されにくいというメリットがあるが、会心率や単発の威力が低く、結局は「迎撃されにくい弾種のS-E」に頼る事になる。
これらの武器はシャシーに固定武器として搭載されている場合もあり、それらは外す事ができない。ビームは雑魚を含め反射する敵が多い為、固定武器にビームがある場合はそれで自滅してしまう（戦闘は全弾発射の為、敵に応じて武装を選ぶことができない）
ぷ～さん号
本作オリジナルのシャシー。MM4でボニエ＆クライヤが乗っていたクルマ。非常に小さい。ゴージャスぷ～さん、衝撃的桃色ぷ～さん、素材専用のレアメタルぷ～さんがある。
マルデバイク
本作オリジナルのシャシー。ベニシオ・マルデが乗っていたアメリカンバイク。非常に小さい。マルデスラッガー、マルデストライカーがある。
ウルフZERO
本作オリジナルのシャシー。レッドウルフ型。穴が2つしか空いておらず、その一つが固定武装で埋まっている。

## 賞金首・イベントボス
本作の賞金首やイベントクエストのボスは、今までのシリーズで出現した賞金首やボスがそのまま採用されている。
ただし、一部の敵については性能や特性が大幅に変更されているものがいる。賞金首を倒す事でごく稀にレアリティの高いクルマパーツを落とす事がある。
デイリー、ウイークリー、マンスリーで同名の賞金首が出現する場合、マンスリーに近いほど強く、経験値やGも高くレアリティの高いパーツを落とす。
短いターンで撃破するごとに賞金首もレベルが上がり、Lv99ともなると期間限定イベントの大ボス級、またはそれ以上に強くなる場合もある。
ラウード・サイゴン
本作オリジナルの賞金首。騎甲サイゴンの色違いで、全体的にピンク色。主砲がサウルス砲特性のため迎撃ができず、Lv99になると1ターンで全滅する事も珍しくない。
ナイトメアマッハ
本作オリジナルの賞金首。マボロシマッハの色違いで、全体的に銀色。強力な武装を乱射する。こちらもレベルが上がると撃破不可能になる。

## NPC
キャティ
新人ハンターのガイド役。フルネームはキャタピラーナ・キャタピラフスキー。腹部にキャタピラに轢かれたような跡がある。
オレゴン
自称「最強の戦車を手に入れる男」。自信過剰なハンターで絵に描いたようなビッグマウスだが実力は低く、ドルファにすぐ返り討ちにされる。
ドルファ
通称「肉球のドルファ」と呼ばれる筋骨隆々でマッチョな女メカニック。巨大なプライヤーレンチを片腕で担いでおり豪快な性格で、よくオレゴンと喧嘩をしている。
スクルド
謎の知的な美女。“大破壊”以前の文明について研究しており、過去の遺物を手に入れる為に主人公に協力を要請する。

## 地名
ルート13
エリア1の舞台。幹線道路で暴走族が暴れており、巨大アリの巣などもある。南にゲイリー率いるマルデ・ギャングのアジトがある。
アブラ沼
エリア2の舞台。燃料の原料となるオイルが採れるので、トレーダーが多い。2-3でスクルドが初登場する。
ガラクタ砂漠
エリア3の舞台。てつクズが多く埋まっており、道中でメカニックのニッキーが仲間になる。奥地に氷刃マンムートが埋まっており、マッドンナがいる。
ウィンタービーチ
エリア4の舞台。火山灰がまるで雪のように降っていることから、ウィンタービーチと呼ばれている海岸。ゲイリーとマッドンナのアジトがある。4-4でオレゴンが初登場。
ボッコボッコ平原
エリア5の舞台。奥地にスクラップ・リバーと呼ばれる谷がある。火星クラゲが生息しており、倒すとソルジャーのソルが仲間になる。
三途ヶ原
エリア6の舞台。アブラ沼の東にある草原。超絶音痴ヴォカロのせいで狂暴化したモンスターが数多く生息しているが、いくつか抜け道がある。
冥土の森
エリア7の舞台。火遊びザルが生息している。また、アノヨダケと言うアスピリンに似た薬効成分の植物が生えている。奥地にはかつて鉱山だった場所がある。7-1でドルファが初登場。
ニビイロ砂漠
エリア8の舞台。スナザメ（スナズリー）が多数生息しており、巨大戦車型モンスターも多く出没している。
残骸谷
エリア9の舞台。“大破壊”の頃、ノアに乗っ取られた巨大砲塔にあらゆるものが破壊され、残骸しか残らないことから残骸谷と言う名がついた。奥地に絶叫峠と呼ばれる場所があり、その先に地の果てのトンネルがある。
ゴーストシティ
エリア10の舞台。“大破壊”の時代までは大都市だったが、今ではモンスターたちの巣窟となっている。カラダニEというドリンクを売る外道販売鬼がいる。
沈みゆく沼地
エリア11の舞台。残骸谷の奥、地の果てのトンネルを抜けた先にある湿原。三日月沼のほとりに伝説の薬剤師ドクター・カンチが暮らしている。ストーン・サークルがあり、人間を生贄とする危険なカルト邪教信者が蔓延っている。

## 主要スタッフ
- ゲームデザイン：宮岡寛
- キャラクターデザイン：山本貴嗣
- 音楽：門倉聡